# Senatul Republicii Romane
În Republica Romană din Antichitate, Senatul era adunarea consultativă și de guvernare al aristocrației. Nu era un organ ales, ci unul ai cărui membri erau numiți de consuli, iar mai târziu de cenzori, care la rândul lor erau numiți de Comisia Centuriată⁠(d) a aristocrației. După ce își încheia mandatul, un magistrat roman era de obicei numit automat în Senat. Conform istoricului grec Polybius, principala sursă pe subiectul Constituției Republicii Romane⁠(d), Senatul roman era ramura predominantă a guvernului. Polybius menționa că consulii (cel mai înalt rang dintre magistrații obișnuiți) erau cei care conduceau armatele și guvernul civil din Roma, iar adunările romane aveau autoritatea supremă asupra alegerilor, legislației și proceselor penale. Totuși, întrucât controla banii, administrația și detaliile politicii externe, Senatul avea cel mai mare control asupra vieții de zi cu zi. Puterea și autoritatea Senatului derivau din precedent, din calibrul și înaltul prestigiu al senatorilor și din funcționarea neîntreruptă a Senatului, care data de la fondarea Republicii în 509 î.e.n. El a evoluat din Senatul Regatului Roman și s-a transformat apoi în Senatul Imperiului Roman⁠(d).
Inițial, magistrații principali, consulii, erau cei care numeau toți noii senatori. Ei aveau și puterea de a înlătura persoane din Senat. În jurul anului 318 î.e.n,, „Plebiscitul Ovinian⁠(d)” (plebiscitum Ovinium) a conferit această putere unui alt magistrat roman, cenzorul, care a păstrat această putere până la sfârșitul Republicii Romane. Această lege obliga cenzorii și să numească în Senat pe orice magistrat nou ales. Astfel, după acest moment, alegerea în funcția de magistrat ducea la obținerea automată a calității de membru al Senatului. Numirea era pe viață, deși cenzorul putea destitui orice senator.
Senatul îi îndruma pe magistrați, în special pe consuli, în conducerea conflictelor militare. Senatul avea un grad enorm de putere și asupra guvernului civil din Roma, în special în ceea ce privește gestionarea finanțelor statului, deoarece numai el putea autoriza distribuirea de bani publici din vistierie. În plus, Senatul adopta decrete numite senatus consulta⁠(d), care erau „sfaturi” oficiale din partea Senatului către un magistrat. Deși, din punct de vedere tehnic, aceste decrete nu erau obligatorii, în practică, el erau de obicei respectate. În caz de urgență, Senatul (și numai Senatul) putea autoriza numirea unui dictator. Ultimul dictator obișnuit a fost numit însă în 202 î.e.n, După acea dată, Senatul a răspuns situațiilor de urgență prin adoptarea de Senatus consultum ultimum⁠(d) („Decret suprem al Senatului”), care suspenda guvernul civil și proclama ceva analog legii marțiale.

## Locul întrunirii și standardele etice
Regulile și procedurile Senatului roman erau complexe și străvechi. Multe dintre aceste reguli și proceduri își au originea în primii ani ai Republicii și au fost menținute de-a lungul secolelor sub principiul mos maiorum („obiceiurile strămoșilor”). Deși ședințele Senatului puteau avea loc fie în interiorul, fie în afara limitelor oficiale ale orașului (Pomerium⁠(d)), nicio ședință nu putea avea loc la mai mult de o milă în afara pomeriumului. Sunt mai multe motive pentru care era permisă ținerea de ședințe ale Senatului în afara limitelor oficiale ale orașului. De exemplu, Senatul putea dori să se întâlnească cu o persoană căreia nu i se permitea accesul în oraș, ca de exemplu cu un sol străin.
La începutul anului, prima ședință a Senatului avea loc întotdeauna la Templul lui Jupiter Capitolinus. Alte locuri de întrunire puteau fi Templul lui Fides sau Templul Concordiei⁠(d), sau, dacă întrunirea se ținea în afara limitelor oficiale a orașului, la Templul lui Apollo⁠(d) sau (dacă era pe timp de război) la Templul Bellonei⁠(d). În plus, Senatul funcționa sub diverse restricții religioase. De exemplu, înainte de începerea oricărei întâlniri, se aducea o ofrandă zeilor și se căutau semne divine (auspicii). Auspiciile erau căutate pentru a stabili dacă acea ședință a Senatului se bucură sau nu de favoarea zeilor. Senatului i se permitea să se întrunească doar într-o clădire cu semnificație religioasă, cum ar fi Curia Hostilia⁠(d).
Existau exigențe etice foarte stricte pentru senatori. Senatorii nu se puteau angaja în activități bancare sau în orice formă de contract public fără aprobare legală. Nu puteau deține o navă suficient de mare pentru a participa la comerțul exterior fără aprobare legală și nu puteau părăsi Peninsula Italică fără permisiunea Senatului. În plus, întrucât nu erau plătiți, oamenii căutau de obicei să devină senatori doar dacă erau deja independenți financiar și bogați.
Cenzorii erau magistrații care asigurau respectarea standardelor etice ale Senatului. Ori de câte ori pedepsea un senator, un cenzor era obligat să invoce o greșeală specifică. Printre posibilele motive pentru pedepsirea unui senator se numărau corupția, abuzul de pedeapsa capitală sau ignorarea vetoului unui coleg, a precedentului constituțional sau a auspiciilor. Puteau fi pedepsiți și senatori care încălcau diverse legi. Pedepsele puteau merge până la destituirea din Senat, dar de cele mai multe ori erau mai puțin severe. Pentru destituirea unui senator, standardul era destul de ridicat, dar era mai ușor să i se refuzi unui cetățean dreptul de a se alătura Senatului. Aceasta din urmă se putea face și pe diferite deficiențe morale, inclusiv falimentul, prostituția sau practicarea în trecut a meseriei de gladiator. O lege (Lex repetundarum⁠(d) din 123 î.e.n.) interzicea oricărui cetățean să devină senator dacă fusese condamnat pentru o infracțiune. Multe dintre aceste legi au fost adoptate în ultimul secol al Republicii, pe măsură ce corupția publică începea să atingă niveluri fără precedent.

## Dezbateri

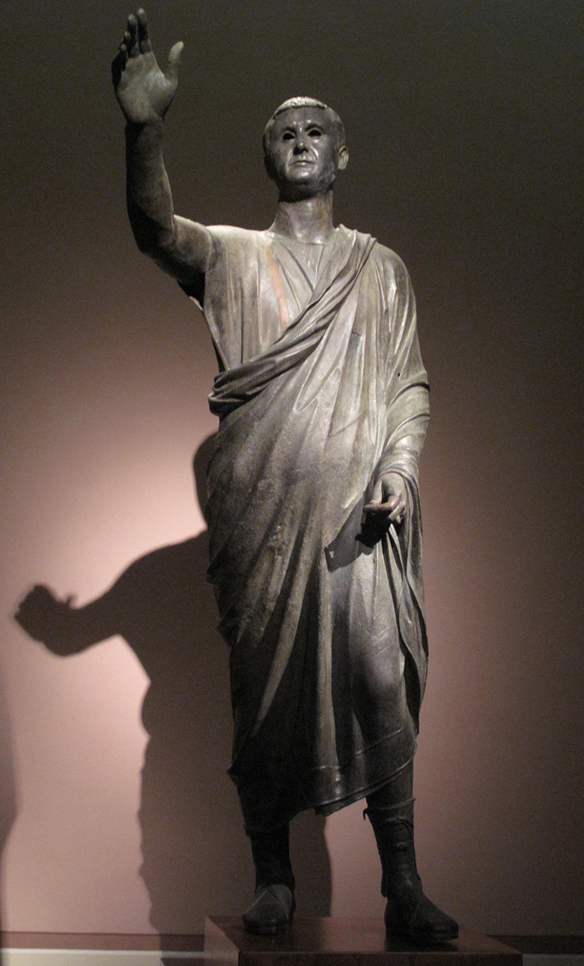
', cca. 100 î.e.n., o sculptură -romană din bronz care îl înfățișează pe Aulus Metellus, un bărbat etrusc de rang senatorial roman, care practica retorica. El poartă și o togă praetexta de tipul exigua din perioada republicii. Statuia are o inscripție în alfabetul etrusc

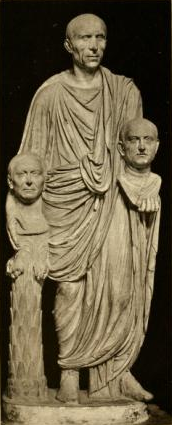
Așa-numitul „”, o statuie care înfățișează un senator roman ținând în mâini ' ale strămoșilor decedați; marmură, sfârșitul secolului I î.e.n.; cap (din altă parte): mijlocul secolului I î.en.

Ședințele începeau de obicei în zori, deși ocazional anumite evenimente (cum ar fi festivalurile) puteau întârzia începerea unei întruniri. Un magistrat care dorea să convoace Senatul trebuia să emită un ordin obligatoriu (un cogere), iar senatorii puteau fi pedepsiți dacă absentau fără un motiv întemeiat. De exemplu, în anul 44 î.e.n., consulul Marc Antoniu a amenințat că va demola casa fostului consul Cicero tocmai din acest motiv. Ședințele Senatului erau, din punct de vedere tehnic, publice, deoarece ușile erau de obicei lăsate deschise, ceea ce permitea oamenilor să privească înăuntru, dar numai senatorii puteau vorbi. Senatul era condus de un magistrat care îl prezida, care era de obicei fie consul (magistratul cu cel mai înalt rang), fie, dacă consulul nu era disponibil, pretor (magistrat cu al doikea rang), de obicei pretorul urban. Pe la sfârșitul Republicii, se mai întâmpla să prezideze un alt tip de magistrat, un tribun al plebeilor⁠(d).
În timpul sesiunii, Senatul avea libertatea de a acționa pe cont propriu și chiar împotriva voinței magistratului care îl prezida, dacă dorea. Magistratul care prezida ședința începea fiecare ședință cu un discurs (verba fecit), de obicei scurt, dar uneori putea fi și o orație mai lungă. Magistratul care prezida ședința începea apoi o discuție pe o anumită temă, pe care o aducea în atenția senatorilor, care o discutau, unul câte unul, în ordinea vechimii în funcție, primul vorbind fiind cel mai în vârstă senator, cunoscut sub numele de princeps senatus (liderul Senatului), urmat apoi de foști consuli (consultares), iar apoi de pretori și foști pretori. Aceasta continua până când luau cuvântul și cei mai tineri senatori. Senatorii care deținuseră funcții de magistrat vorbeau întotdeauna înaintea celor care nu le deținuseră, iar dacă un patrician avea aceeași vechime ca un plebeu, patricianul vorbea întotdeauna primul.
Un senator putea face o scurtă afirmație, sau putea discuta problema în detaliu; el putea chiar să vorbească despre un alt subiect fără legătură cu tema. Trebuia să vorbească toți senatorii înainte de a se vota și, întrucât toate ședințele trebuia să se încheie până la căderea nopții, un senator putea să țina o cuvântare care ocupa tot timpul până la sfârșitul discuției (diem consumere) în încercarea de a prelungi dezbaterea până la căderea nopții. Se știe, de exemplu, că senatorul Cato cel Tânăr a tras astfel de timp într-o încercare de a obstrucționa Senatul să dea o lege solicitată de Iulius Cezar prin care veteranii lui Pompei ar fi primit pământ.

## Tactici de întârziere și obstrucționare
Senatorii aveau mai multe modalități prin care puteau influența (sau frustra) un magistrat care prezida ședința. Când un magistrat care prezida ședința propunea o moțiune, de exemplu, senatorii puteau cere „consultare” (consule), ceea ce impunea magistratului să ceară opiniile senatorilor. Orice senator putea cere verificarea cvorumului⁠(d) (strigând numera), ceea ce obliga la numărarea senatorilor prezenți. La fel ca în zilele noastre, verificările de cvorum erau de obicei o tactică de amânare. Senatorii puteau cere și ca o moțiune să fie împărțită în moțiuni mai mici. Acțiuni precum aplauzele, huiduielile sau vociferările jucau adesea un rol major într-o dezbatere și, în parte pentru că toți senatorii aveau dreptul absolut la liberă exprimare, orice senator putea răspunde în orice moment dacă era atacat personal. Odată pornite dezbaterile, magistratul care prezida ședința avea mijloace limitate în a o controla. El recăpăta, de obicei, un anumit control abia după încheierea dezbaterii, înainte de a se trece la vot.
În ultimii ani ai Republicii, aristocrația a făcut încercări de a limita nivelul tot mai mare de haos asociat cu tendințele obstrucționiste și impulsurile democratice ale unora dintre senatori. Au fost adoptate legi care să împiedice includerea de materiale inutile în proiectele de lege aflate în fața Senatului. S-au adoptat alte legi care au interzis așa-numitele legi omnibus⁠(d), adică legi adoptate de obicei printr-un singur vot, dar care conțin multe materiale fără legătură cu subiectul legii.
S-au adoptat legi și pentru a consolida condiția ca între propunerea unui proiect de lege și votul asupra acesteia să treacă trei zile. În timpul mandatului său de dictator, Iulius Caesar a adoptat legi care impuneau publicarea hotărârilor Senatului. Această publicație, numită acta diurna⁠(d), sau „procedurile zilnice”, avea scopul de a crește transparența și de a minimiza potențialul de abuz. Această publicație era expusă în Forumul Roman și apoi trimisă prin mesageri în toate provinciile.

## Voturile și vetoul tribunului
Când venea momentul să se treacă la vot, magistratul care prezida ședința putea face orice propuneri (în orice ordine) dorea, iar la fiecare vot se alegea între o propunere și opusul ei. Pentru votare era necesar cvorumul și se știe că, în anul 67 î.e.n., numărul cvorumului a fost stabilit la 200 de senatori (prin lex Cornelia de privilegiis). O moțiune discutată în Senat putea fi respinsă în orice moment înainte de adoptarea ei. De obicei, vetourile erau pronunțate de tribunii plebeilor. Dacă Senatul propunea un proiect de lege cu care tribunul plebeilor⁠(d) (un magistrat care servea ca principal reprezentant al poporului de rând) nu era de acord, el pronunța un veto, susținut de promisiunea de a „interpune literalmente sacrosancitatea persoanei sale” (sau intercessio) dacă Senatul nu se conformează. Dacă Senatul nu se conforma, el putea împiedica fizic Senatul să acționeze, iar orice opoziție la acțiunea tribunului putea fi urmărită penal ca fiind o încălcare a sacrosanctității sale. Dacă moțiunea respinsă era propusă din nou a doua zi, iar tribunul plebeilor care o respinsese cu o zi înainte nu era prezent să se interpună, moțiunea putea fi adoptată. În general, tribunul plebeilor trebuia să fie prezent fizic la ședința Senatului, altfel amenințarea sa fizică de a se interpune nu avea niciun sens. În cele din urmă, vetoul tribunului plebeilor se baza pe promisiunea utilizării forței fizice.
Odată ce se vota și legea era adoptată, el nu mai putea face nimic, întrucât promisiunea sa de a se interpune fizic împotriva senatorilor devenise acum lipsită de sens. În plus, în câteva cazuri între sfârșitul celui de al Doilea Război Punic în 201 î.e.n. și începutul Războiului Social în 91 î.e.n., deși nu aveau puterea legală de a face acest lucru, se știe că mai mulți consuli respingeau prin veto actele Senatului. În cele din urmă, dacă nu exista niciun veto și problema era de importanță minoră, ea putea fi votată prin vot oral sau prin ridicarea mâinilor. Dacă nu exista niciun veto și problema era de o importanță semnificativă, exista de obicei o împărțire fizică a camerei, unde senatorii votau ocupând un loc de o parte și de alta a camerei.
Orice moțiune care avea sprijinul Senatului, dar era respinsă cu veto, era înregistrată în anale ca senatus auctoritas, în timp ce orice moțiune care era adoptată și nu era respinsă cu veto era înregistrată ca senatus consultum. După vot, fiecare senatus consultum și fiecare senatus auctoritas erau transcrise într-un document final de către magistratul care prezida ședința. Acest document includea numele magistratului care prezida adunarea, locul adunării, datele implicate, numărul senatorilor prezenți la momentul adoptării moțiunii, numele martorilor la redactarea moțiunii și conținutul actului. În plus, dacă moțiunea era un senatus consultum, pe document se imprima o literă majusculă „C”, pentru a confirma că moțiunea fusese aprobată de Senat.
Documentul era apoi depus în templul care adăpostea vistieria (aerariumul). Deși o senatus auctoritas (moțiune a Senatului respinsă prin veto) nu avea valoare juridică, ea servea la exprimarea opiniei Senatului. Dacă un senatus consultum intra în conflict cu o lege (lex) adoptată de o adunare romană, legea avea prioritate față de senatus consultum, deoarece autoritatea acestuia din urmă se baza pe precedent, și nu pe lege. Un senatus consultum putea servi totuși la interpretarea unei legi.